# Sanne Vogel
Sanne Vogel (Nieuwegein, 10 aprile 1984) è un'attrice, scrittrice e regista teatrale olandese.
Insieme al fratello Robin Vogel è fondatrice della compagnia De Vogelfabriek, nata nel 2002.

## Biografia
È attiva come attrice dalla fine degli anni 1990. 
Nel 2013 partecipa alla tredicesima stagione di Expedition Robinson.
Il suo debutto come regista avviene nel 2014 in Hartenstraat.

### Vita Privata
Nel dicembre 2019 ha dato alla luce una coppia di gemelli.

## Filmografia
- The Prosecutor the Defender the Father and His Son, regia di Iglika Trifonova (2015)
- Danni Lowinski - serie TV (2016)